# مزرعة 6666

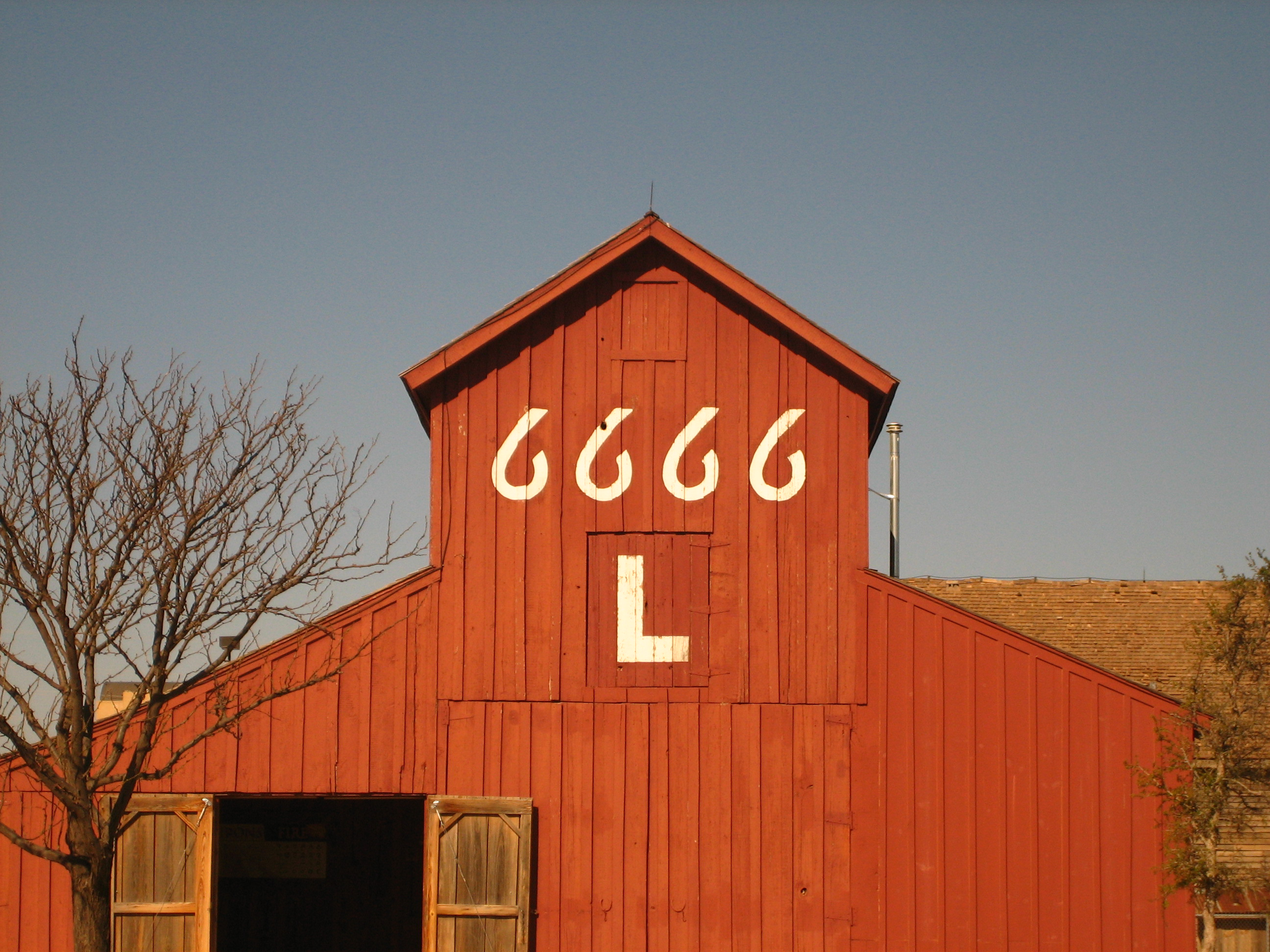
الحظيرة الحمراء من مزرعة 6666 في المتحف الوطني لتراث تربية الماشية في مدينة لوبوك, تكساس.

مزرعة 6666 (الملقبه بمزرعة الأربع ستات) هي مزرعة تاريخية في مقاطعة كينغ، تكساس وكذلك مقاطعة كارسون ومقاطعة هتشسون، تكساس.

## الموقع
ويقع القسم الرئيسي من المزرعة بالقرب من بلدة غوثري في مقاطعة كينج بولاية تكساس.   وتمتد لمساحة 350.000 ألف فدان من المنطقة.  ويقع المنزل الرئيسي للمزرعة مقابل الطريق السريع الأمريكي 82.  ويمتد قسم نهر ديكسون على مساحة 108.000الف فدان من اليابسة في مقاطعتي كارسون وهتشسون.  ويجري نهر ديكسون عبر هذا القسم من المزرعة بالقرب من مدينة بادهاندل ، تكساس .  

## التاريخ

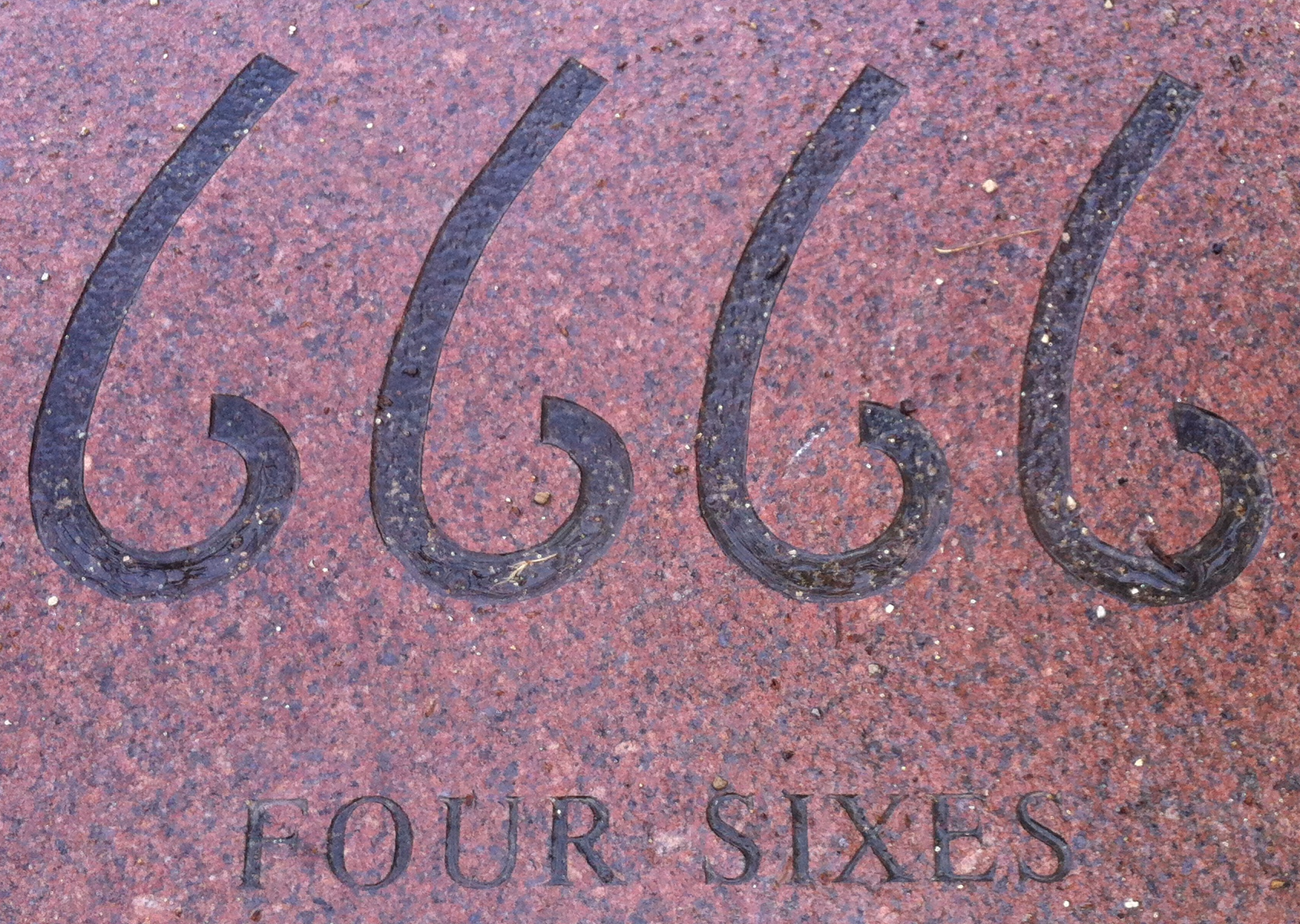
تقع العلامة التجارية لـ مزرعة الأربع ستات على شاشة عرض الرصيف لماركات تكساس التاريخية ، بايونير بلازا في دالاس

أسسة المزرعة على يد الكابتن صموئيل بيرك بيرنت في عام 1900م بعد أن اشترى الأرض من شركة أراضي لويزفيل والماشية.   وتقول الأسطورة أنه ربح المزرعة خلال لعبة ورق، حيث حصل على أربعة ستات.  إلا أن بورنيت وأحفاده قد نفوا هذه الحكاية الفولكلورية،  وقالوا بالمقابل، أن الاسم مستوحى من أول قطيع قام بتربيته في المزرعة، والتي كانت تحمل علامة "6666". 
قام بورنيت بتربية ثيران دورهام وأبقار هيريفورد الأصيلة، التي فازت بجوائز وطنية في عروض الثروة الحيوانية في جميع أنحاء الولايات المتحدة،  كما قام بتربية خيول كوارتر الأمريكية الأصيلة.  في عام 1918م، قُتل 2000 رأس من الماشية في عاصفة ثلجية.  إلا أن الحظ ابتسم في وجهه بعد ثلاث سنوات وتحديداً في عام 1921م، حيث تم إكتشاف النفط في المزرعة، وبالتالي حولتها إلى مشروعًا مربحًا للغاية. 
بعد وفاة بورنيت عام 1920م، ورثت حفيدته آن فاليانت بورنيت تاندي المزرعة.  واشترت غراي بادجر الثاني وهوليوود جولد، وهما من خيول السباق التي كانت تعيش في المزرعة.  وبدخول عام 1936م، كانت المزرعة تضم حوالي 20 ألف رأس من أبقار هيرفورد في المزرعة.  وفي الستينيات والسبعينيات من القرن الماضي، استخدمت الحظيرة الموجودة في المزرعة في إعلانات ماركة سجائر مارلبورو.   وبالإضافة إلى ذلك، في عام 1975م، صورت مشاهد من فيلم ماكينتوش و T.J في المزرعة. 
في عام 1980م، انتقلت ملكية المزرعة إلى حفيدة بورنيت، آن ويندفور ماريون وحفيدة حفيدته ويندي غرايمز.  وشاركت ماريون إدارة المزرعة مع زوجها الرابع جون إل ماريون ،   حيث قاموا بتهجين أبقار برانجوس مع هيرفورد لإنتاج سلالة البلاك بالدي ، وهي نوع من الأبقار المقاومة لذباب الأرز.  بالإضافة إلى أنه يتم تربية مائة فرس للتكاثر في المزرعة كل عام. 
واعتباراً من الثالث من ديسمبر 2020م , تم بيع المزرعة تطبيقاً لوصية مالكة المزرعة آن بورنيت ماريون، والتي توفيت في فبراير 2020م. وتم إدراجها في السوق بقيمة 347.7 مليون دولار.[بحاجة لمصدر] وفي مايو 2021م، بيعت المزرعة لمجموعة ممثلة بصانع افلام الغرب الأمريكي تايلور شيريدان. 
ورسمت المزرعة بواسطة توم رايان وموندل روجرز.  ونقلت الحظيرة من المزرعة إلى المتحف الوطني لتراث تربية الماشية في لوبوك ، تكساس . 

## روابط خارجية
- الموقع الرسمي